# 李貽煌
李貽煌（1962年10月—），男，福建晋江人，中华人民共和国政治人物。

## 生平
1982年8月参加工作，在贵溪冶炼厂先後擔任熔炼车间、硫酸车间任工程师、主任、副主任、廠長等。1987年1月加入中国共产党。2001年进入江西銅業管理層2006年12月，任江西铜业集团公司总经理兼党委副书记、江铜股份公司总经理；2009年2月，任江西铜业股份有限公司董事长、总经理兼党委副书记；2010年2月，任江西铜业集团公司董事长，江西铜业股份有限公司董事长、总经理兼党委副书记。2011年，任中共鹰潭市委常委。2013年1月27日在江西省人大會議上當選為江西省人民政府副省長。他也是中国有色金属工业协会副会长，以及第十一届全国人大代表。
2017年9月15日，国家安监总局公布国务院对江西丰城发电厂“11·24”冷却塔施工平台坍塌特别重大事故调查通报。通报指出，对江西省政府副省长李贻煌在贯彻落实国家有关安全生产方针政策、法律法规中领导不力，未有效指导督促相关部门和省属企业落实安全生产责任的问题，依法依纪给予通报。

### 落马被查
2018年1月17日，中央纪委监察部网站发布消息，“江西省副省长李贻煌涉嫌严重违纪，目前正接受组织审查。”
2018年4月26日，中央纪委、国家监委决定给予李贻煌开除党籍、公职处分。将其违纪问题线索移送检察机关处理。
经查，李贻煌严重违反政治纪律和政治规矩，丧失理想信念和党性原则，搞“小圈子”，扭曲选人用人政治导向，破坏所任职的国有企业政治生态；违反中央八项规定精神和群众纪律，公款打高尔夫球、违规占用国有企业专家别墅；违反组织纪律，违规安排下属提拔亲属职务且在组织谈话函询时不如实说明；违反廉洁纪律，利用职权为亲友经营活动谋取利益，搞权权交易，利用国有企业的资源谋取私利；违反工作纪律，违规干预企业决策；违反生活纪律，修身不严、带坏家风。利用职务上的便利为他人谋取利益并收受巨额财物涉嫌受贿犯罪，共計折合人民幣5119萬余元，其中3546萬余元未遂；非法占有公共财物涉嫌贪污犯罪共計價值人民幣268萬余元；挪用公款给他人进行营利活动涉嫌挪用公款犯罪共計人民幣1.473億余元；滥用职权造成国有资产重大损失涉嫌滥用职权犯罪。
李贻煌身为党的高级领导干部，违背党的宗旨，漠视群众利益长期搞特权，进行利益输送和利益交换，严重违反党的纪律，并涉嫌多种违法犯罪，且在党的十八大后不收敛、不收手，应予严肃处理。依据《中国共产党纪律处分条例》等有关规定，经中央纪委常委会会议研究并报中共中央批准，决定给予李贻煌开除党籍处分；由国家监委给予其开除公职处分；收缴其违纪所得；将其涉嫌犯罪问题、线索及所涉款物移送有关国家机关依法处理。
2019年1月29日，安徽省安庆市中级人民法院公开宣判，对李贻煌以受贿罪判处有期徒刑12年，并处罚金人民币200万元；以贪污罪判处有期徒刑6年，并处罚金人民币20万元；以挪用公款罪判处有期徒刑3年；以国有企业人员滥用职权罪判处有期徒刑4年。数罪并罚，决定执行有期徒刑18年，并处罚金人民币220万元。对被告人李贻煌受贿、贪污所得赃款赃物及其孳息，予以追缴，上缴国库。